# Joachim Doetsch
Joachim Doetsch (* 5. Februar 1935; † 14. April 2019) war ein deutscher Fußballspieler.

## Karriere
Doetsch bestritt während der beiden Spielzeiten 1955/56 und 1956/57 der Oberliga Südwest insgesamt 35 Einsätze für die Spvgg Andernach. In der ersten Oberligasaison konnte der Aufsteiger aus Andernach unter dem Trainer Georg „Schorsch“ Hagen – vor Beginn der Spielzeit war die Mannschaft um den Stürmer Willi Perse durch Heinz Lichtl (FC St. Pauli), Leo Maslankiewicz (FSV Frankfurt), Josef Meinhardt (FSV Mainz 05) und Günther Ritter (Phönix Ludwigshafen) verstärkt worden – knapp die Spielklasse halten. Im folgenden Jahr stieg die Mannschaft als Vorletzter vor den Sportfreunden Saarbrücken aus der Erstklassigkeit in die II. Division ab. Maßgeblichen Einfluss darauf hatte die Auswärtsschwäche der Andernacher mit lediglich drei Punkten auf fremden Plätzen.